# Павло II (патріарх Константинопольський)
Павло ІІ або Павло ІІ Константинопольський — Константинопольський Вселенський патріарх з 641 по 653 роки. 
Він підтвердив регентство для Візантійський імператора Константа II після кризи престолонаслідування в 641 році.
Був прихильником монофелітів за імператора Константа II. Виступав проти Максима Сповідника та Пап Римських Мартіна І й Теодора I. Павло ІІ переконав імператора Візантії вжити заходів проти них. 648 року намагався примусити вірменського католикоса Нерсеса III об'єднатися з Константинопольським патріархатом та визнати Халкидонський символ віри. Втім марно.
Монофелітство було засуджене VI Вселенським Собором, через кілька років після смерті патріарха.